# Wolfgang Geißler (Jurist)
Wolfgang Geißler (* 17. Dezember 1904 in Rydułtau, Oberschlesien; † 6. Februar 1992 in Marl) war ein deutscher Verwaltungsjurist. Im Zweiten Weltkrieg war er Landrat in besetzten Gebieten, im Sudetenland, in Ostoberschlesien und in Danzig-Westpreußen. Nach dem Krieg war er als Rechtsanwalt tätig.

## Leben
Geißler studierte an der Universität Jena Rechtswissenschaft. Das Corps Thuringia Jena nahm ihn im November 1924 als Fuchs auf. Einschließlich der Brander hatte das Corps damals 15 Füchse. Nach mehreren Fuchsen- und einer Receptionspartie wurde er am 15. Juli 1925 recipiert. Wegen der Prügelei mit einem Polizisten relegierte ihn die Universität Jena für vier Semester. Er setzte das Studium an der Schlesischen Friedrich-Wilhelms-Universität fort. In Breslau bestand er beide juristische Staatsexamen. Zum 1. Juni 1930 trat er in die Nationalsozialistische Deutsche Arbeiterpartei ein (Mitgliedsnummer 254.775); er hatte aber wiederholt Ärger mit den Kreisleitern.
Zum Regierungsassessor ernannt, kam er 1936 als Landrat nach Ranis im Landkreis Ziegenrück. Erst 1938 wurde er endgültig zum Landrat ernannt. Als der Reichsgau Sudetenland errichtet worden war, wechselte Geißler in den Landkreis Bilin und im August 1939 in den Landkreis Brüx. Während der Deutschen Besetzung Polens kam er am 6. Januar 1941 als kommissarischer Landrat in den heimatlichen Landkreis Rybnik. Nach einem Jahr wurde er am 1. Januar 1942 als Landrat in den Landkreis Rippin (Westpr.) versetzt. Im April 1943 wurde er zum Heer (Wehrmacht) einberufen. Er war Kriegsverwaltungsrat in Frankreich und in den Niederlanden. Nach der Schlacht um Stalingrad meldete er sich an die Ostfront. Schwerverwundet kam er nach Dänemark und Schleswig-Holstein. Ab 1951 arbeitete er für den Bund der Heimatvertriebenen. 1961 ging er als Rechtsanwalt nach Lippe. 1972 wollte er sich zur Ruhe setzen. Er zog nach Hitzacker (Elbe), weil ihn die Landschaft des Wendlands an seine oberschlesische Heimat erinnerte. Entgegen seiner ursprünglichen Absicht eröffnete er eine neue Anwaltspraxis. Prozesse führte er vor allem nach dem Lastenausgleichsgesetz. 1989 erkrankte er beim Besuch seines Sohnes in Marl schwer. Er kam in ein Krankenhaus und wurde durch mehrere Operationen einigermaßen wiederhergestellt. Zu seinem Sohn entlassen, lebte er noch zwei Jahre.